# 开滦五矿大罢工

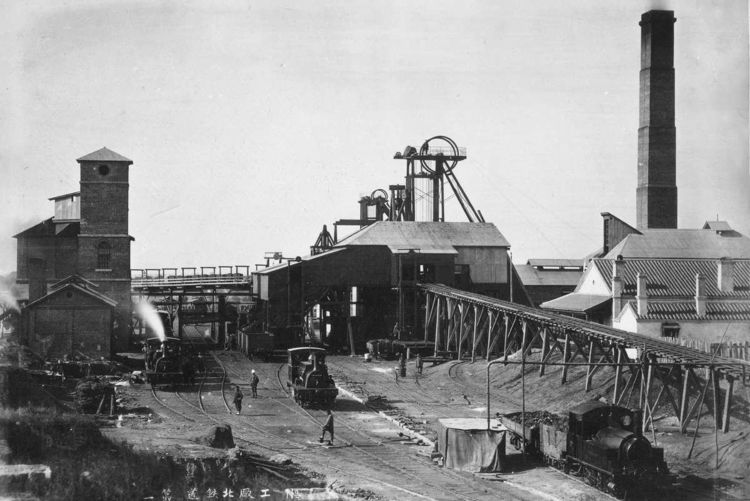
早期开滦矿照片

开滦五矿大罢工，亦称开滦五矿同盟大罢工，指近代中国开滦煤矿五矿工人联合举行的大规模罢工，主要有1922年、1934年和1938年开滦矿工大罢工和大暴动。

## 背景
开滦煤矿是洋务运动时期创办的中国首个官办煤矿，有唐山、赵各庄、林西、马家沟和唐家庄五个矿区，矿工人数达5万。1900年八国联军侵华后改为中英合办，但实际被英国所控制。1921年，开滦煤矿的煤产量占到全国煤产量的20%，是中国当时最大的煤矿:112-113。

## 1922年大罢工
1920年代初，开滦矿工在资本家和包工的剥削下，工资微薄，需要连作两班（每天16小时）才能维持生活。矿井内工作条件恶劣，1921-1922年度有162人因工死亡，平均每两天多就有一名矿工死亡。死者抚恤金仅为20元，当时一匹骡马值60元，因此有“人命一条不如一马”的说法:113-115。

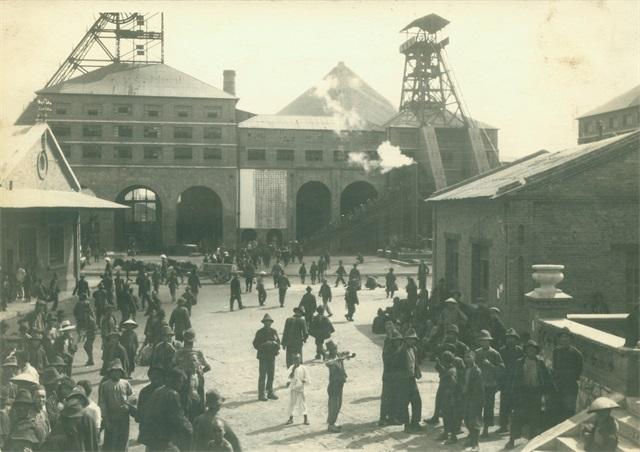
1922年开滦五矿大罢工

1922年中国罢工运动高涨，续山海关、唐山铁路工人罢工取得胜利后，赵芯峰、刘河等8名开滦矿工代表在10月16日向矿方请愿，提出六条改善待遇的要求，但遭拒绝。10月23日，开滦五矿和秦皇岛码头工人同时举行罢工，并在原请愿书上的六条增加了四条新要求。矿局资本家闻讯发数封电报调集英驻天津军队，美驻唐山军队，并重金收买天津警察厅长杨以德来镇压罢工。10月26日，唐山警察局逮捕了7名矿工领袖，矿工们围攻警察局，警察开枪打死6人，打伤57人。11月1日，杨以德亲自从天津赶到唐山，引发五矿全体矿工罢工，停产。:115-125
1922年11月4日，罢工开始遭到大规模的镇压。11月13日，天津警察厅发布《维护治安布告》要求工人复工。外国资本家次日宣布不开除罢工工人，16日前复工的矿工会得到金钱奖励。在军队和滦州知事调停下，外国资本家最终同意给月薪低于15元的工人涨薪10%；每年年底加给半个月工资；支付罢工期间受伤不能工作者医药费并酌情补贴。11月16日，矿工们开始陆续复工:128-133。此次为期25天的罢工虽远未达到工人的要求，但影响甚大，是中国工人运动第一次高潮中规模最大的罢工之一:112。

## 1934年大罢工
1931年九一八事变后，日军占领中国东北地区，此后不断向华北地区渗透，先后攻占热河和山海关。1933年5月，《塘沽协定》签订后，冀东成为非军事区:207:2。英国资本家以“关外销路断绝”“营业不振”为由开始实行双礼拜制（即每周停工两天无工资）；实行三级甚至四级包工制；从1933年起取消花红；开除32名工人领袖:313。
1934年1月14日，马家沟矿32名失业矿工在中共动员下向资方要求复工和补资，英资本家指使矿警开枪镇压，打死2人伤4人。马家沟矿工旋即开始罢工。1月25日和26日，开滦五矿3万余名工人在中共唐山市委的领导下举行同盟大罢工，并向资本家提出严惩凶手等9项要求。迫于压力，资本家在中方调停下答应了工人的要求。1月31日，矿工复工。:313-320
同年3月18日，数名计划发动罢工的中共地下党矿工领袖被捕，引发唐山矿罢工。3月19日警察开枪镇压矿工，打死4人伤5人。此后，中共领导开滦五矿工人再次举行同盟大罢工，后发展成为整个唐山市的工人大罢工。4月9日，唐山宣布全市戒严，大批工人代表和中共地下党被捕。4月14日，矿工们开始陆续复工。:322-328
同年4月17日，唐家矿工人与矿警发生冲突再次引发罢工，次日工人领袖张富庭被打死，另有4名工人被打伤。4月19日，在罢工即将形成五矿同盟之际，英资本家联合警察发重兵镇压，逮捕工人代表，罢工随之失败。1934年头4个月的三次大罢工是在中共王明左倾思想影响下进行的，虽取得一些胜利，但使中共党组织遭到严重破坏，大批党员被捕。1934年5月，矿区中共党员人数仅剩下15人。:328-332

## 1938年大罢工和大暴动

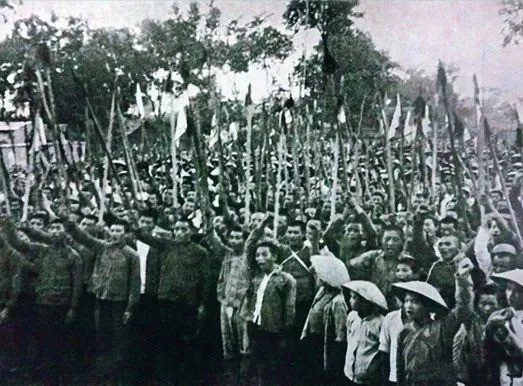
1938年开滦五矿工人同盟大罢工和抗日大暴动

1935年1月，中共中央政治局扩大会议结束了王明左倾思想在中共高层的统治，并确立了毛泽东的领导地位。1937年七七事变后，冀东地区成为日军“战地后方”，随着日军对煤炭需求的增加，英国资本家加深了对矿工的剥削。英国人以矿山亏损为由取消了劳资协议每三年涨一次工资的规定，连续7年不给工人涨工资，并取消工人赖以生存的打连班，此外还取消了节假日双薪，退休金，因工受伤、致残抚恤金等福利。:380
1937年12月，中共在滦县榛子镇召开会议决定让唐山市工委书记周文彬负责领导开滦工人罢工与暴动。1938年3月16日，赵各庄矿开始实行“井下记工制”，不仅延长了矿工在井下的工作时间，而且使工人不能通过连班增加收入，引发矿工们的强烈不满。周文彬借机组织中共地下党和矿工积极分子发动了为期50天的五矿同盟大罢工。因合理利用驻冀东日军与英国资本家的矛盾，此次罢工迫使英国资本同意了矿工提出的要求，于1938年5月4日签订了劳资协议16条，获得胜利:385-403:208-221。
开滦五矿同盟大罢工结束后，英国人联合日本人报复领导罢工的矿工领袖。为配合冀东抗日大暴动，周文彬带领矿工在1938年7月18日发动了武装大暴动，起义队伍后加入冀东抗日联军:97-102。同年11月5日，中国工人运动的领袖张浩（林育英）在《持久抗战中的职工运动大纲》称此次开滦五矿大罢工是“持久抗战中工人阶级在抗日前沿阵地的号炮与旗帜，是在中国客观条件下举行武装起义的模范”:44。冀东大暴动的领导者李运昌称：“1938年开滦工人大暴动，在冀东抗日游击战争中所起的作用确实很大，它超越了一般性罢工的范围。它直接参加了冀东人民抗日大暴动，配合了八路军挺进冀东开展冀热边游击战争，形成了工农兵大联合，是震动全国惊动世界的大暴动，其意义是重大的。”:45